# Іваніця
Іваніця (серб. кир.: Ивањица,Сербо-хорватська вимова: [ǐʋaɲitsa]) — місто та муніципалітет в окрузі Моравиця на південному заході Сербії. За даними перепису 2022 року, у муніципалітеті проживало 27 767 мешканців. Маючи площу 1090 км2, це восьмий за величиною муніципалітет у Сербії.
Розташоване в долині річки Моравица, Іваніця має переважно горбисту та гористу місцевість. Місто оточене гірськими масивами Голія, Явор, Мучан, Чемерно і Радочело. Іваніця відома завдяки культурному заходу Нушичіяда, який щорічно проходить у місті.

## Історія
Після сербської революції, яка відбулася на початку 19 століття, і сербського звільнення від Османської імперії, Іваніця отримала статус села в 1833 році, після того як князь Сербії Мілош Обренович зайняв цю територію. У 1836 році в центрі міста була побудована православна церква. Статус міста Іваніця отримала 16 червня 1866 року указом князя Михайла Обреновича, ставши, таким чином, одним з перших міст у регіоні.
Після визнання незалежності Князівства Сербія на Берлінському конгресі 1878 року король Мілан I заснував Королівство Сербія. У 1918 році після Першої світової війни було утворено Королівство Югославія. З 1929 року і до початку Другої світової війни Іваніця входила до складу Дринської бановини. У серпні та жовтні 1941 року його ненадовго захопили та утримували сили четників Костянтина Печанаца під командуванням Божидара Чосовича.
Після закінчення Другої світової війни Іванїца була частиною Ужицького краю. У той час Іванїца була адміністративним центром так званого Моравицького повіту (серб. кир.: Моравички срез). Це змінилося в 1963 році після прийняття Конституції Югославії 1963 року, коли повіти були замінені регіонами та муніципалітетами, таким чином створивши муніципалітет Іваніця, як частину Ужицького округу. З моменту заснування населення Іванїці переважно проживало в сільській місцевості, станом на 1948 рік у місті проживало лише 1532 (4,04 %). Ситуація почала змінюватися з періодом індустріалізації, який охопив Іваніцю в 1960-х роках. Це спричинило переїзд сільського населення до міських районів муніципалітету. До 1990-х років міське населення становило 31 % від загальної кількості населення муніципалітету.
Згідно з постановою уряду Сербії від 29 січня 1992 року Іваніця стала частиною Моравицького округу з адміністративним центром у Чачаку, таким чином ставши більш пов'язаною з регіоном. У 2003 році до 110-ї річниці з дня народження Дражі Михайловича, колишнього лідера четників, який народився в Іваніці, в центрі міста було встановлено пам'ятник.
Сьогодні Іваніця — це сучасне маленьке містечко і муніципалітет, в якому проживає близько 27 700 мешканців. Його економіка та розвиток базуються на сільському господарстві, деревообробній промисловості та туризмі.

## Географія
Іваніця розташована на південному заході Сербії, на березі річки Моравиця. Місто оточене гірськими масивами Голія, Явор, Мучан, Чемерно і Радочело і знаходиться в долині. Найвища висота Іваніці — 1833 м, на піку Янков-Камен. Гори в цій місцевості належать до Динарського хребта. Місцеве середовище включає ліси та галявини, пасовища, джерела та річки, дикі плоди, «лікарські» трави та різноманітну дичину.
Річкова система муніципалітету та його околиць складається з прозорих швидкоплинних гірських річок: Моравиці, Студениці та Ношниці, які разом зі своїми притоками спускаються з гір Моравиці. Є і два невеликі озера: Небеска Суза і Тичар.

### Клімат
Іваніця має вологий континентальний клімат (класифікація клімату Кеппена: Dfb), який дуже близький до океанічного клімату (класифікація клімату Кеппена: Cfb).
| Клімат Іваніця            | Клімат Іваніця | Клімат Іваніця | Клімат Іваніця | Клімат Іваніця | Клімат Іваніця | Клімат Іваніця | Клімат Іваніця | Клімат Іваніця | Клімат Іваніця | Клімат Іваніця | Клімат Іваніця | Клімат Іваніця | Клімат Іваніця |
| Показник                  | Січ.           | Лют.           | Бер.           | Квіт.          | Трав.          | Черв.          | Лип.           | Серп.          | Вер.           | Жовт.          | Лист.          | Груд.          |                |
| Середній максимум, °C     | 3,7            | 6,1            | 11,4           | 15,1           | 19,7           | 23,3           | 25,5           | 25,8           | 22,2           | 17,1           | 9,5            | 4,9            |                |
| Середня температура, °C   | 0,8            | 2,5            | 6,5            | 9,8            | 14,3           | 17,8           | 19,9           | 19,9           | 16,2           | 11,9           | 5,8            | 2,2            |                |
| Середній мінімум, °C      | −3,3           | −1,5           | 1,6            | 5,1            | 9,0            | 12,3           | 13,8           | 13,5           | 10,3           | 6,8            | 2,1            | −0,9           |                |
| Норма опадів, мм          | 66             | 59             | 62             | 72             | 95             | 88             | 78             | 67             | 69             | 75             | 85             | 77             |                |
| ------------------------- | -------------- | -------------- | -------------- | -------------- | -------------- | -------------- | -------------- | -------------- | -------------- | -------------- | -------------- | -------------- | -------------- |
| Джерело: Climate-Data.org |                |                |                |                |                |                |                |                |                |                |                |                |                |

## Населені пункти
До складу муніципалітету Іваніця, окрім міста Іваніця, входять 48 населених пунктів:
- Бедіна Варош
- Братлево
- Брезова
- Брусник
- Будожеля
- Буковиця
- Васильєвичів
- Віоніка
- Врмбає
- Вучак
- Гледиця
- Градац
- Даїчі
- Деретин
- Добрий До
- Дубрава
- Ерчеге
- Яворська Равна Гора
- Катичі
- Клекова
- Ковилє
- Комадине
- Коритник
- Косовиця
- Куманиця
- Кушичі
- Ліза
- Лука
- Мана
- Маскова
- Медовин
- Меджурече
- Мочіочі
- Опалєник
- Осоніка
- Пресека
- Приліке
- Равна Гора
- Радалево
- Ровин
- Рокчі
- Свештиця
- Сівчина
- Смілєвац
- Чечина
- Шареник
- Шуме

## Демографія
Згідно з останнім офіційним переписом населення, проведеним у 2011 році, в муніципалітеті Іваніця проживало 31 963 мешканці. Близько 36,7 % населення муніципалітету проживає в місті Іваніця. За даними перепису населення 2022 року, у муніципалітеті проживало 27 767 жителів.
Щільність населення муніципалітету становить 25 осіб на квадратний кілометр. З 1960-х років спостерігається тенденція до скорочення чисельності населення. Причинами такої тенденції є погані економічні умови в Сербії, негативний природний приріст і більшість населення старшого віку. Депопуляція характерна для сіл через міграцію до міст та інших районів. У муніципалітеті Іваніця налічується 10 388 домогосподарств, в яких в середньому проживає 3,03 особи, а кількість будинків становить 13 469.
Релігійна структура в муніципалітеті Іваніця є переважно сербською православною (31 541), з такими меншинами, як атеїсти (26), католики (22), мусульмани (15) та інші. Більшість населення розмовляє сербською мовою (31 658).
Склад населення за статтю та середнім віком:
- Чоловіки — 16 081 (42,19 року) і
- Жінки — 15 882 (44,09 року).

Загалом 11 595 громадян мають середню освіту (36,3 %), тоді як 2 167 громадян мають вищу освіту (6,8 %). З тих, хто має вищу освіту, 1 182 (3,7 %) мають університетську освіту.

### Етнічний склад
Більшість населення Іваніці — сербської національності (92,69 %). Етнічний склад муніципалітету:
| Етнічна група | Чисельність населення 1931 | Чисельність населення 1948 | Чисельність населення 1953 | Чисельність населення 1961 | Чисельність населення 1971 | Чисельність населення 1981 | Чисельність населення 1991 | Population 2002 | Чисельність населення 2011 | Чисельність населення 2022 |
| ------------- | -------------------------- | -------------------------- | -------------------------- | -------------------------- | -------------------------- | -------------------------- | -------------------------- | --------------- | -------------------------- | -------------------------- |
| Серби         | -                          | 32,597                     | 36,154                     | 34,161                     | 38,919                     | 37,331                     | 36,111                     | 35,021          | 31,507                     | 25,723                     |
| Роми          | -                          | -                          | -                          | 2                          | 1                          | 10                         | 8                          | 33              | 29                         | 27                         |
| Чорногорці    | -                          | 19                         | 69                         | 41                         | 65                         | 79                         | 134                        | 68              | 24                         | 20                         |
| Албанці       | -                          | -                          | 9                          | 10                         | 13                         | 16                         | -                          | -               | 13                         | 10                         |
| Югослави      | -                          | -                          | 2                          | 1                          | 20                         | 265                        | 245                        | 32              | 7                          | 9                          |
| Македонці     | -                          | 8                          | 14                         | 15                         | 17                         | 21                         | -                          | 12              | 13                         | 8                          |
| Горанці       | -                          | -                          | -                          | -                          | -                          | -                          | -                          | 7               | 7                          | 6                          |
| Мусульмани    | -                          | 1                          | -                          | 3                          | 12                         | 5                          | 11                         | 6               | 8                          | 4                          |
| Хорвати       | -                          | 13                         | 43                         | 11                         | 12                         | 24                         | 12                         | 9               | 9                          | 3                          |
| Інші          | -                          | 159                        | 29                         | 47                         | 174                        | 136                        | 286                        | 257             | 346                        | 1,947                      |
| Всього        | 24,820                     | 32,797                     | 36,320                     | 34,291                     | 39,233                     | 37,887                     | 36,686                     | 35,445          | 31,963                     | 27,751                     |

## Пам'ятники культури

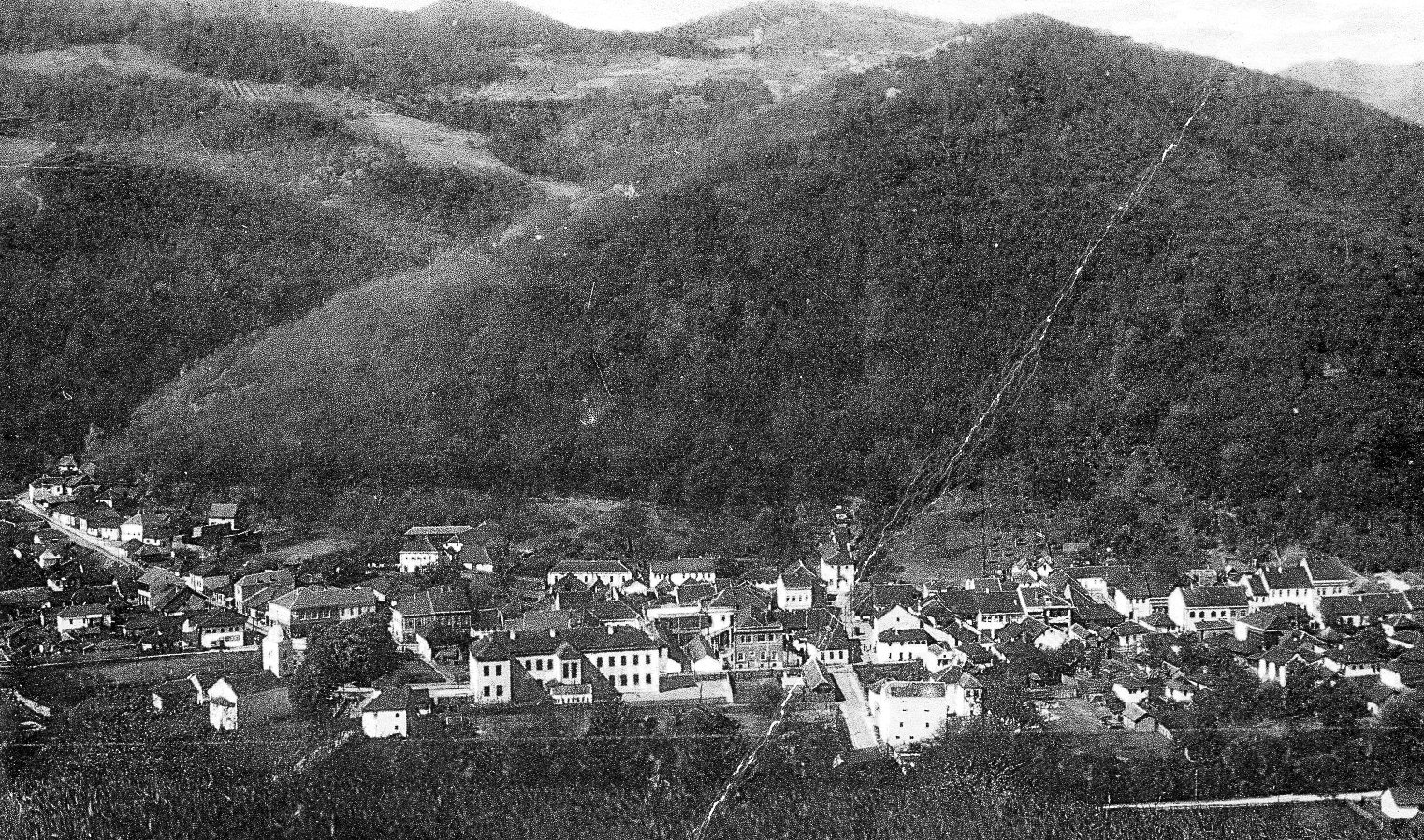
Панорама Іваніці 1941 року.

Старий базар (серб. лат.: Stara čaršija) розташований у центрі міста і був оголошений нерухомою культурною спадщиною великого значення у 1987 році. Центр міста, особливо головна вулиця Мілінка Кушича, зберігає свій первісний вигляд, що датується серединою 19 століття. Більшість будівель були побудовані після Великої пожежі 1846 року, яка спалила місто дотла і була зупинена після того, як деякі будинки були підірвані, щоб запобігти поширенню вогню. Протягом десятиліть Старий базар використовувався як декорація для зйомок фільмів і телепередач у золотий вік югославського кінематографа. Популяризація Старого базару як місця для зйомок фільмів почалася з того, що в 1950-х роках Соя Йованович зняла першу версію фільму Браніслава Нушича «Сумнівні воші» «Sumnjivo вошей» («Сумнівні воші»). Пізніше Здравко Шотра створив телешоу Više від гри, а після цього фільми Sok od šljiva та Užička republika. Атмосфера 19 століття була бажаною для цих фільмів, а Іваніця отримала назву «Маленький Голлівуд».
В районі Старого базару є кілька пам'яток культури:
- Будинок Єремича — одна з найстаріших споруд на Старому базарі, двоповерхова будівля, яка була однією з дванадцяти будівель, врятованих після пожежі. На першому поверсі була виробнича майстерня, а верхній поверх функціонував як житловий простір. Будівля розташована в кінці бульвару і є одним із символів Іваніці.
- Церква Св. Імператора Костянтина та імператриці Олени — відразу після заснування міста, близько 1836 року, розпочалося будівництво міської церкви, яка була побудована протягом трьох років на пожертви місцевих жителів. Перша реставрація церкви відбулася в 1850-х роках, і художник того часу Дімітріє Познікович розписав її в 1862 році. Автентичні іконостаси були збережені й зберігаються до сьогодні.
- Кам'яний міст — наприкінці 19 століття був побудований одноарочний міст. Проєкт розробив інженер Міленко Трудіч, а будівельні роботи виконував Благоє Лукович з Іваніці. Камінь для будівництва транспортували з шахти в Рашичах. гідно з місцевими розповідями, через брак цементу довелося використати 30 тисяч курячих яєць, щоб скріпити каміння. У той час це був єдиний одноарковий міст у цій частині Балкан, для будівництва якого використовувалася система перехрещених клинів. Довжина арок, які з'єднують два береги, становить 25 метрів. Під час будівництва загинуло четверо людей. На їх честь на цвинтарі в Іваніці споруджено пам'ятник. Будівництво мосту завершилося у 1906 році.
- Kušića han (Кушіча хан)- в районі Старого базару також є цей об'єкт як символ сільського будівництва регіону Моравиця. Він побудований в гірському стилі з дерева і каменю. Колись це був заїжджий двір для мандрівних торговців, які проїжджали через нього по дорозі з Рашки та Златибора.
- Пам'ятник Революції — стоїть навпроти Кушіча хану. Автором цього пам'ятника є югославський художник Джордже Андреєвич-Кун, якому допомагали Нада Худе, Мілош Гвозденович і Люба Лах. Записи про цих митців збереглися на панно з північного боку пам'ятника. Пам'ятник має форму злегка вигнутої напівциліндричної перевернутої трапеції. Він встановлений на прямокутному постаменті з білого мармуру. На лицьовій стороні — мозаїчне зображення революціонерів у бойовому штурмі, виконане з невеликих керамічних панно. З обох боків розміщені мармурові кашпо. Мозаїка не містить письмової епітафії, лише викарбуваний на мармурі напис «1941-1945». Пам'ятник було відкрито у 1957 році.[26]
- Моравицька гідроелектростанція — побудована в 1911 році, почала працювати як дев'ята гідроелектростанція в Сербії. Гідроелектростанцій було 260 л.с. і освітлювала лише місто. Генератор Siemens перевозили до Іваніці на бичачій упряжці, яка і сьогодні не має залізниці. У 1936 році був побудований бетонний хвилеріз висотою 9 метрів і шириною 25 метрів. У 2011 році зовнішній вигляд гідроелектростанції було змінено, разом з видом на водоспад.

### Заклади культури та заходи
Основними культурними установами в цьому районі є Іваніцький культурний центр і Бібліотека Светислава Вуловича.
Серед культурних заходів можна виділити такі: Ярмарок мисливців і полювання на вовків, парад народної творчості — «Звуки Голії», зустрічі мотоциклістів в Іваніці, конкурс найкрасивіших віршів про кохання, «Якби травень був завжди», парад читців та інші.
У 2010 році культурний захід Nušićijada був відновлений з ініціативи громадської організації «KudeS» з Іваніці.

## Туризм
Початок розвитку туризму в муніципалітеті Іваніця пов'язаний з 1930-ми роками, коли Іваніця була проголошена курортом і кліматичним місцем.Туристів, які відвідують муніципалітет Іваніця, приваблюють його природні та культурні ресурси, історія та традиції, самобутність численних місць і привітність господарів Іваніці.  Іваніця має низку туристичних об'єктів, в тому числі тих, що підтримують спорт, полювання та риболовлю, екскурсійний, конгресовий, фестивальний та подієвий туризм. У січні 2000 року цей муніципалітет був проголошений першим повітряним курортом у Сербії,а гора Голія є біосферним заповідником, що знаходиться під захистом ЮНЕСКО. Муніципалітет має близько 1000 ліжко-місць у класифікованих закладах та близько 200 ліжко-місць у сільських домогосподарствах, у місті та передмісті.
У 1978 році було відкрито Інститут спеціалізованої реабілітації, який функціонує як державний заклад лікувально-туристичного характеру. Основним видом діяльності є медична реабілітація та надання послуг на основі рекреаційного медичного туризму. Бальнеологічний курорт Іваніця розкинувся на 2 165 гектарах, з яких 7 гектарів належать Інституту спеціалізованої реабілітації.
Іваніця також має кілька транспортних сполучень із монастирями Сербської Православної Церкви в Придвориці (25 км), Ковилє (28 км) і Студениця (41 км).

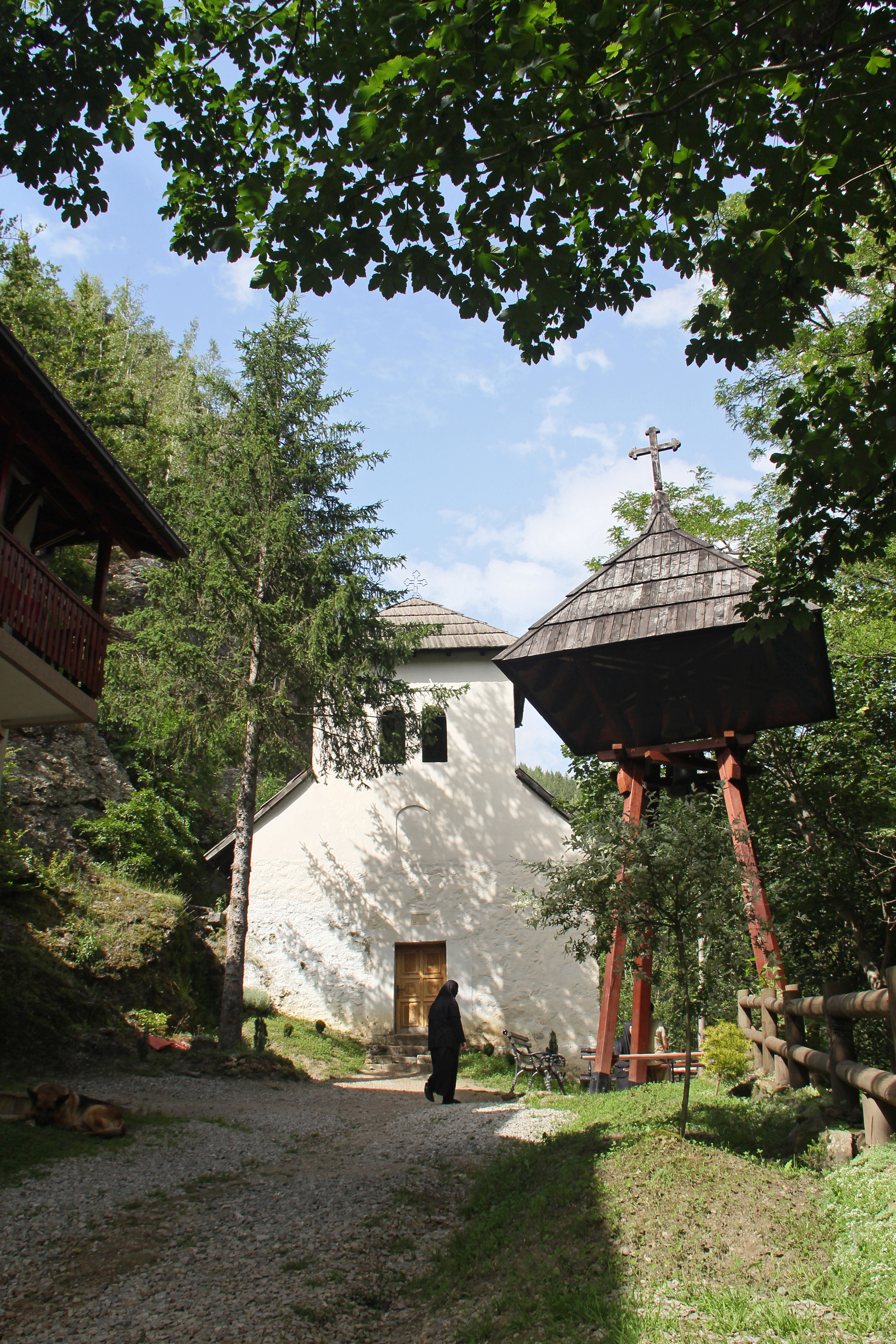
Монастир Ковилє
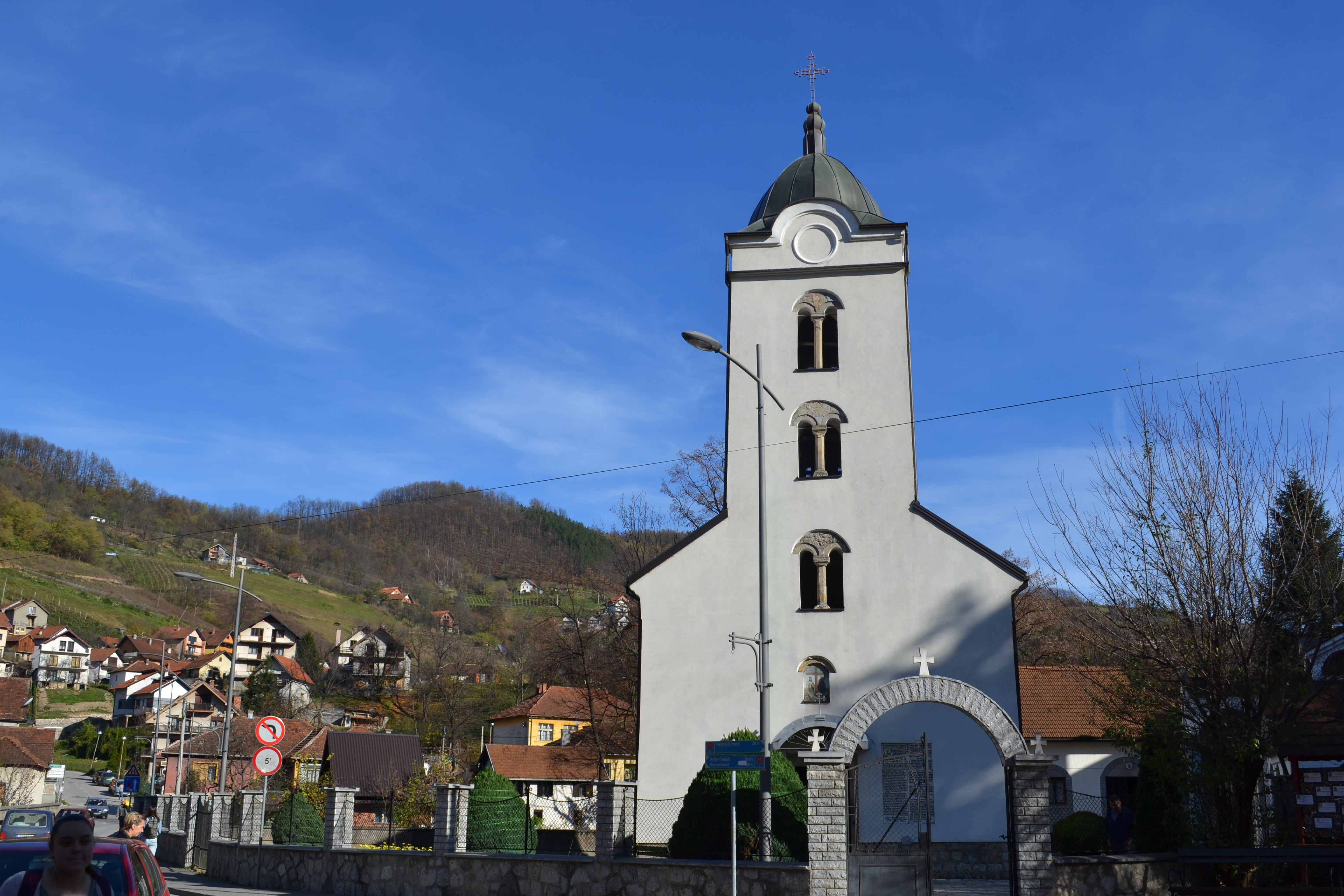
Церква святих імператора Костянтина та імператриці Олени
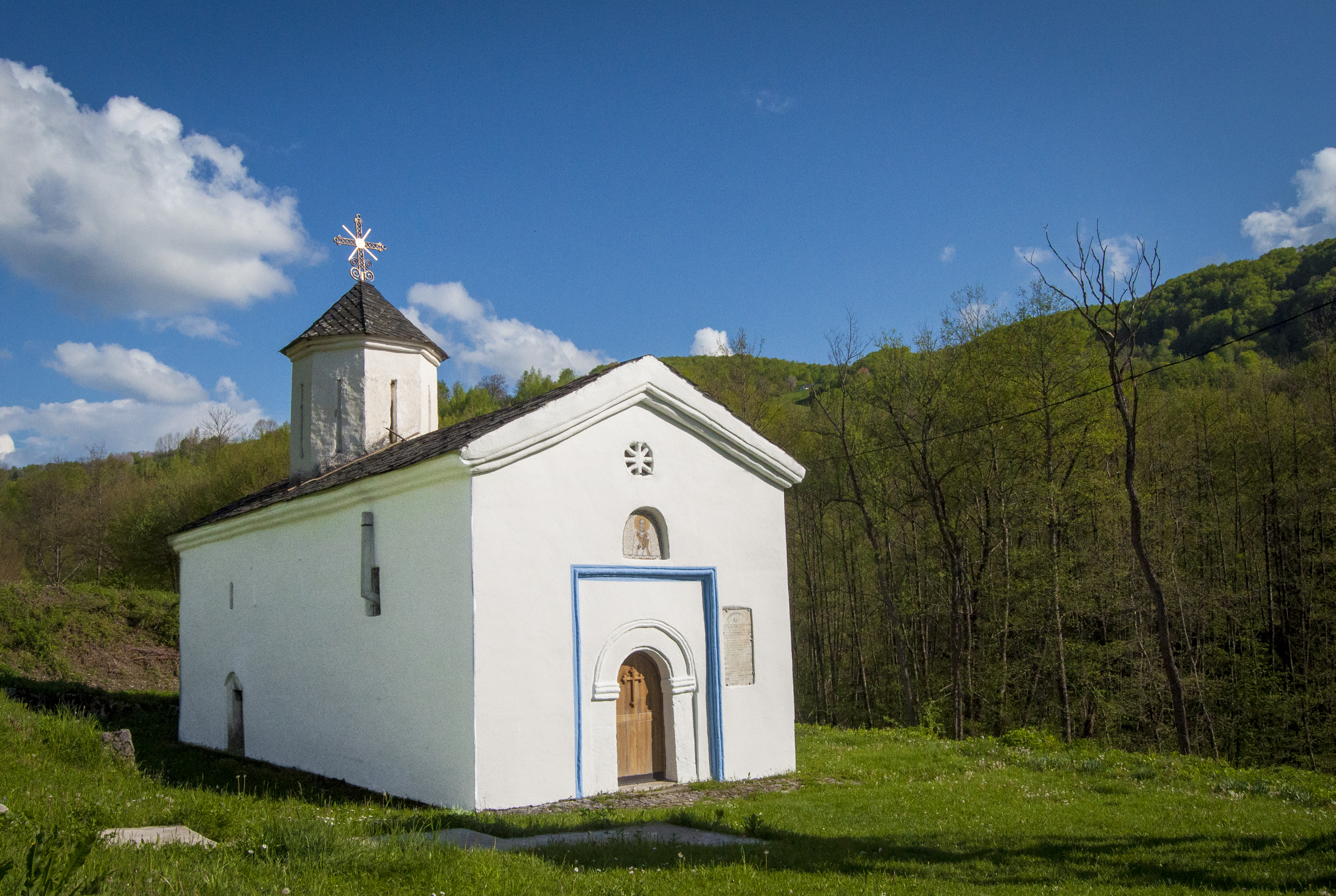
Церква Святого Миколая
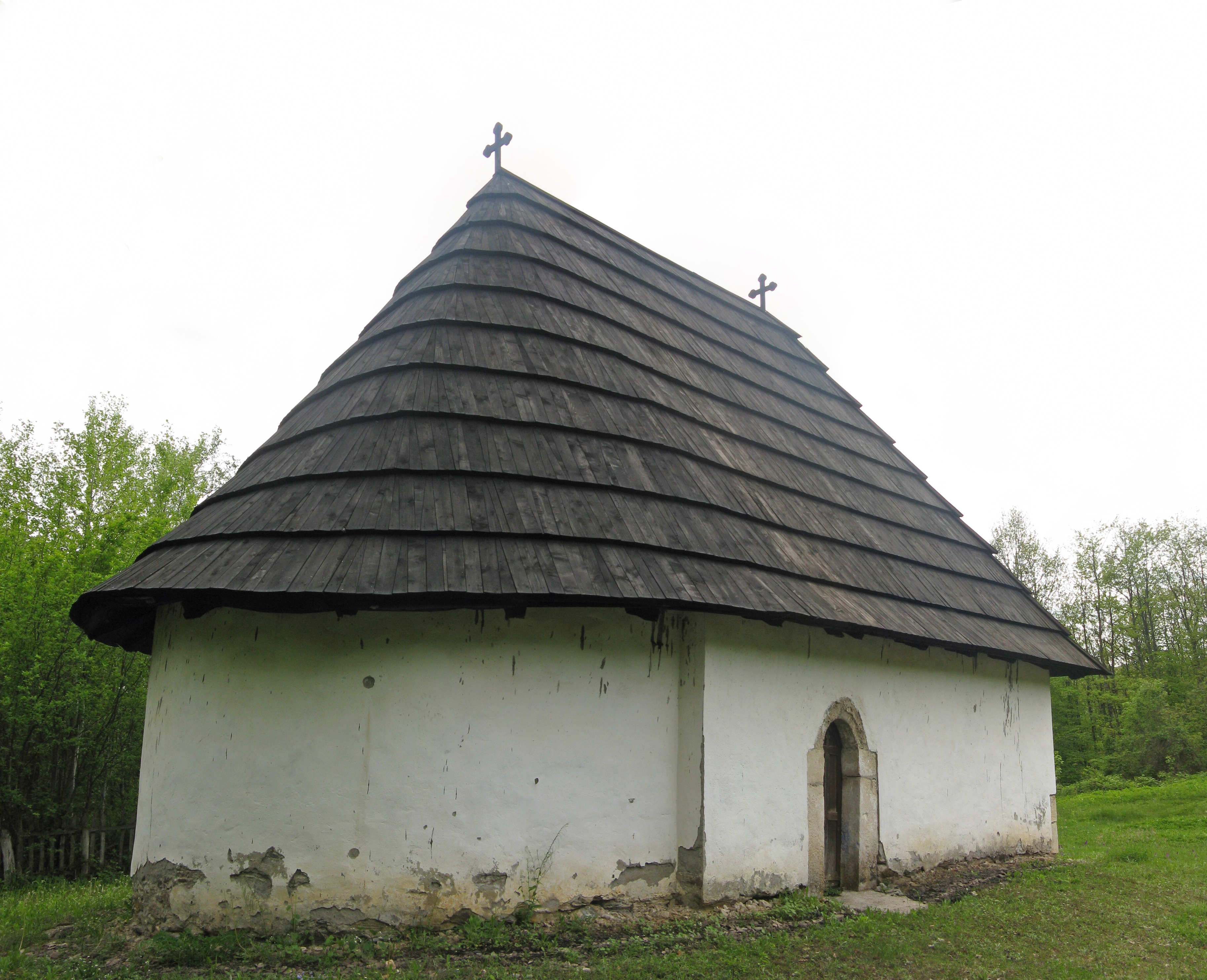
Церква Косовиця

## Економіка та інфраструктура
Муніципалітет Іваніця, загальною площею 1 090 км2, має 49,54 % лісів, 47 % орних земель і лише 3,40 % неорних земель. Економіка муніципалітету Іваніця характеризується переробною промисловістю, обробкою деревини, виробництвом текстильної продукції та вирощуванням малини, ожини таі картоплі.
Станом на 2012 рік в Іваніці було зареєстровано 7 728 сільськогосподарських підприємств (фермерських господарств). Муніципалітет має великі плантації картоплі та малини, на яких працює багато місцевих жителів. Маючи 1 800 гектарів малинових плантацій (станом на 2017 рік), разом із сусіднім муніципалітетом Арільє Іваніця є найбільшим виробником малини в Сербії. Плантації картоплі, площею 1 000 га, є другою найбільш вирощуваною культурою в Іваніці.
У 1960-х роках в Іваніці було відкрито багато великих текстильних підприємств, але їхнє виробництво серйозно постраждало під час міжнародних санкцій проти ФР Югославії в 1990-х роках.

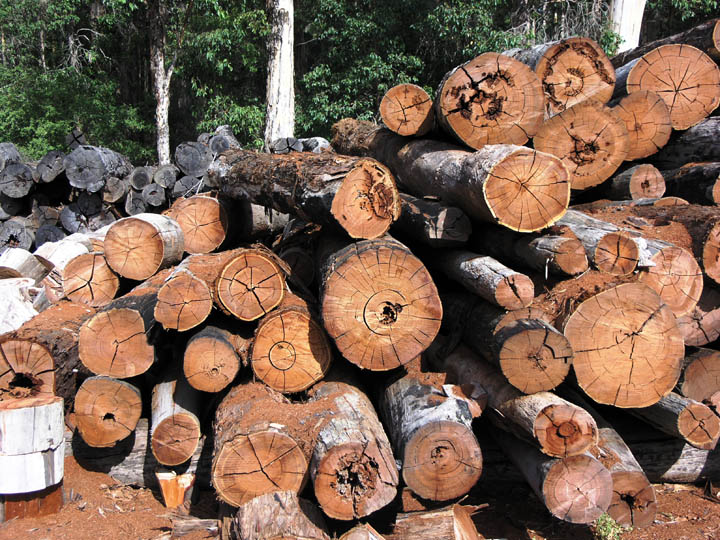
Деревообробнапромисловість
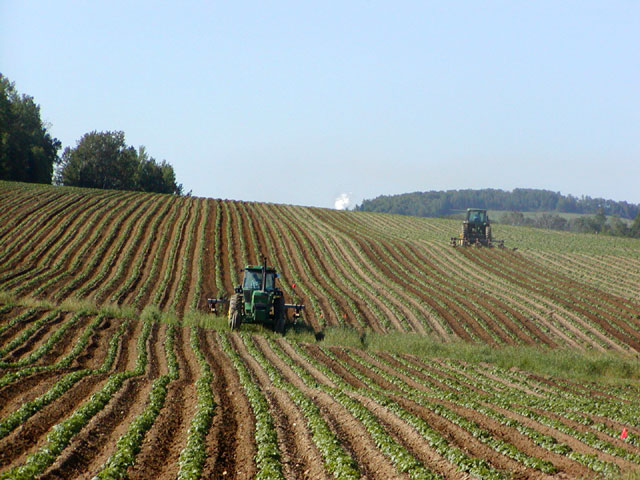
Картоплярство
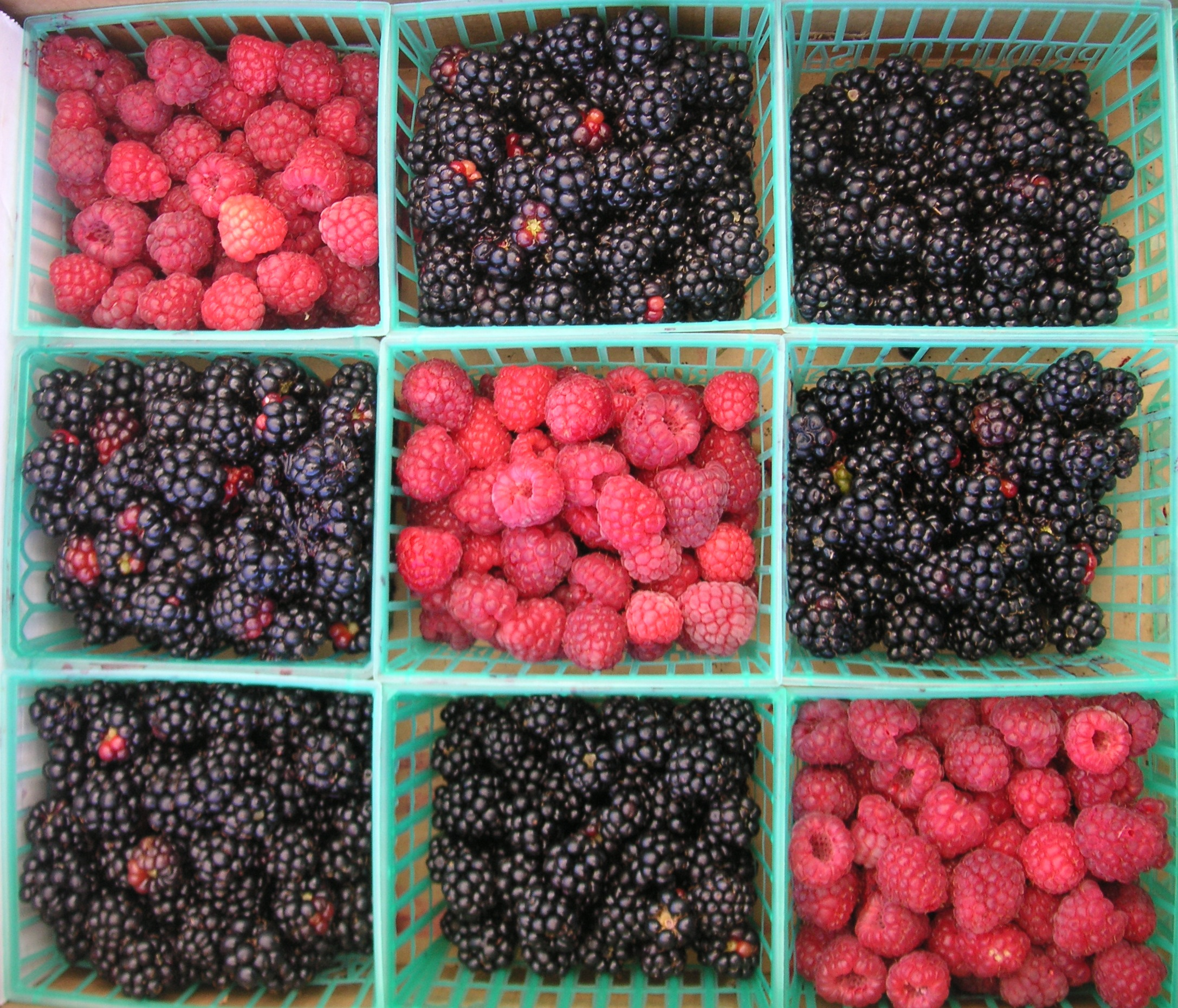
Вирощування малини та ожини
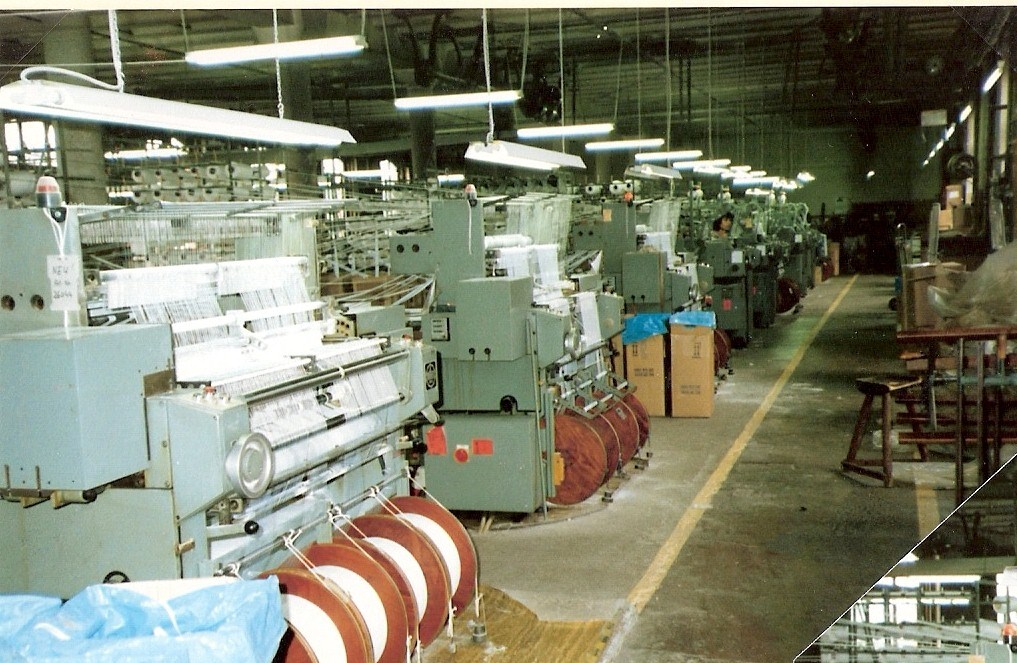
Текстильне виробництво

### Історична статистика
У 1988 році в Іваніці працювало 11 300 осіб (на 37 887 жителів), з яких 7 100 були зайняті в переробній промисловості та гірничодобувному виробництві. У 2017 році в місті налічувалося 7 471 зайнята особа (на 31 963 мешканців), з яких 2 991 працювали в переробній та гірничодобувній промисловості.
Іваніця належить до групи економічно слаборозвинутих частин Сербії, з рівнем ВВП у діапазоні від 60 % до 80 % від середнього по країні. Покриття імпорту експортом становить 92 %. У муніципалітеті Іваніця налічується 362 активних підприємства. Малі підприємства становлять 95 % від загальної кількості підприємств.

### Економічний огляд
У наступній таблиці наведено дані про загальну кількість зареєстрованих людей, які працюють у юридичних особах, за їхньою основною діяльністю (станом на 2019 рік)::
| діяльність                                                                 | Всього |
| -------------------------------------------------------------------------- | ------ |
| Сільське, лісове та рибне господарство                                     | 353    |
| Добування корисних копалин                                                 | 6      |
| Виробництво                                                                | 3.201  |
| Постачання електроенергії, газу, пари та кондиціонування повітря           | 28     |
| Розподіл води та поводження з водними відходами                            | 106    |
| Будівництво                                                                | 504    |
| Оптова та роздрібна торгівля, ремонт автотранспортних засобів і мотоциклів | 968    |
| Транспортування та зберігання                                              | 527    |
| Послуги проживання та харчування                                           | 334    |
| Інформація та зв'язок                                                      | 134    |
| Фінансова та страхова діяльність                                           | 47     |
| Операції з нерухомістю                                                     | 7      |
| Професійна, наукова і технічна діяльність                                  | 217    |
| Адміністративно-допоміжна діяльність                                       | 52     |
| Державне управління та оборона; обов'язкове соціальне страхування          | 296    |
| Освіта                                                                     | 489    |
| Охорона здоров'я людини та соціальна робота                                | 434    |
| Мистецтво, розваги та відпочинок                                           | 99     |
| Інші види послуг                                                           | 299    |
| Індивідуальні працівники сільського господарства                           | 397    |
| Всього                                                                     | 8.498  |

### Інфраструктура
Муніципалітет Іваніця має 84,47 кілометра державних доріг I класу, найбільше в Моравицькому окрузі, в основному через його розмір. Протяжність доріг державного значення II класу становить 134,3 кілометра, місцевого значення — 170 кілометрів.
Іваніця знаходиться на державній дорозі 21 (M 21), яка перетинається з державною дорогою 23 (Златіборське шосе) в Пожезі. Далі державна дорога 23 перетинається з автомагістраллю A2 біля Чачака, яка є основним і найшвидшим автомобільним сполученням зі столицею Белградом. Південні ділянки цієї автомагістралі будуються, і в майбутньому планується, що дорога пройде через Іваніцю.
| Ужице (65 км), Златибор (81 км)                        | Арільє (30 км), Пожега (44 км), Чачак (76 км), Белград (195 км) | Кралево (72 км), Крагуєвац (106 км) |
| Сараєво (249 км)                                       |                                                                 | Крушевац (130 км), Ніш (217 км)     |
| Сєниця (64 км), Нова Варош (74 км), Подгориця (260 км) |                                                                 | Нові Пазар (104 км), Тутін (106 км) |

## Спорт

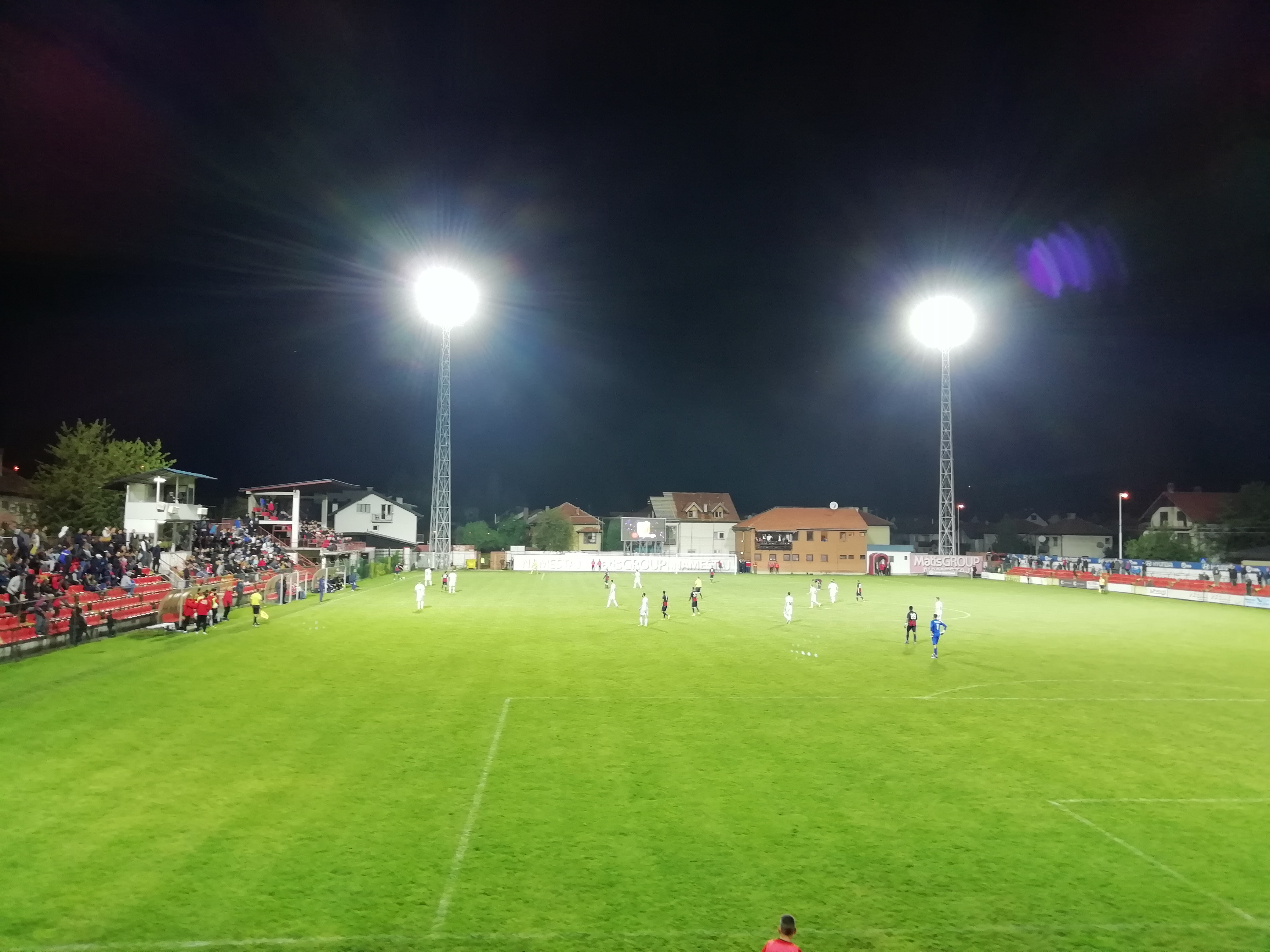
Стадіон Іваніці у вечірній час

У муніципалітеті Іваніця діє 28 спортивних клубів. Домінуючими видами спорту є футбол, баскетбол, волейбол, стрільба з лука та зимові види спорту. Згідно з результатами, найуспішнішим спортивним клубом є футбольний клуб ФК «Явор Іваніця», який був заснований у 1912 році. У 2012 році цей футбольний клуб святкував своє сторіччя з дня заснування. Протягом останніх кількох років цей клуб був беззмінним учасником Першої ліги. Іншими популярними спортивними клубами є волейбольний клуб «OK Putevi» та баскетбольний клуб «KK Ivanjica», які грають у нижчих регіональних лігах західної Сербії.
На території муніципалітету Іваніця є 6 футбольних полів, 2 криті басейни, 2 відкриті басейни, 3 спортивні зали, один тир, 29 відкритих майданчиків для відпочинку, одна легкоатлетична бігова доріжка, один шаховий зал і 2 спортивні зали.

## Галерея

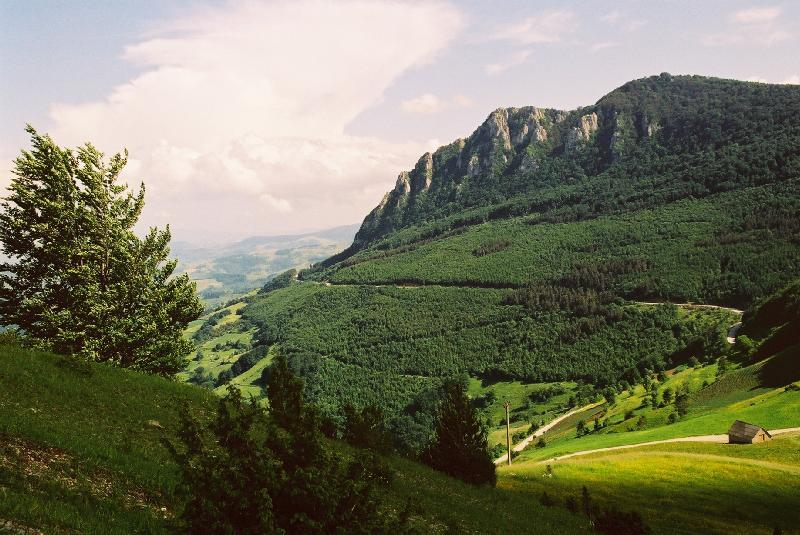
Краєвид Іваніцької громади
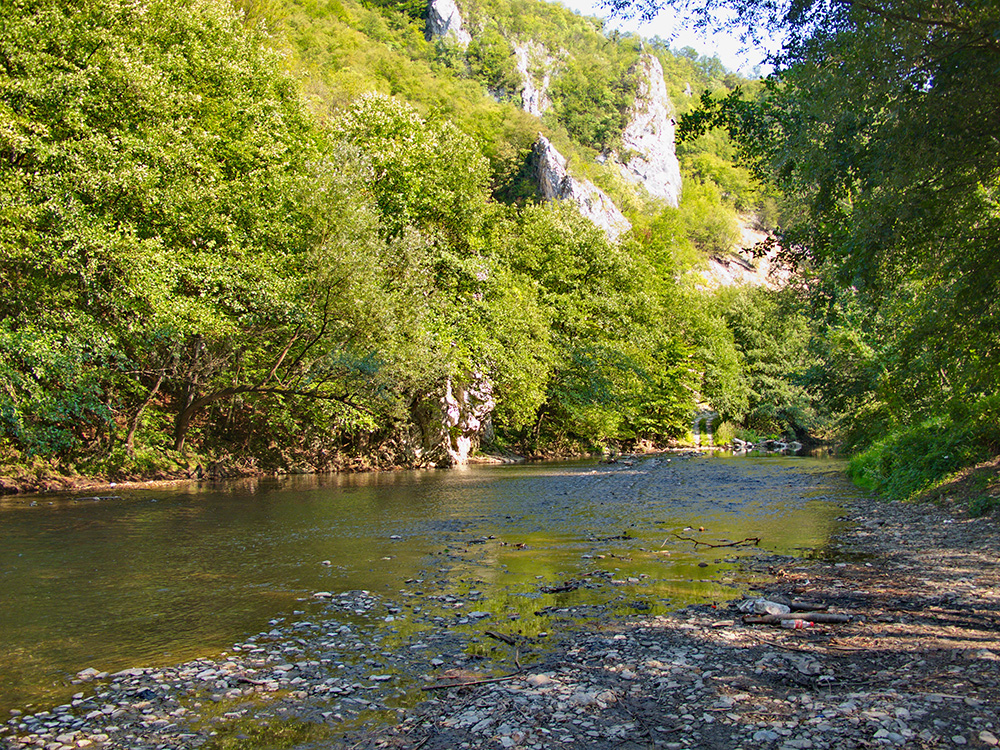
Річка Моравица
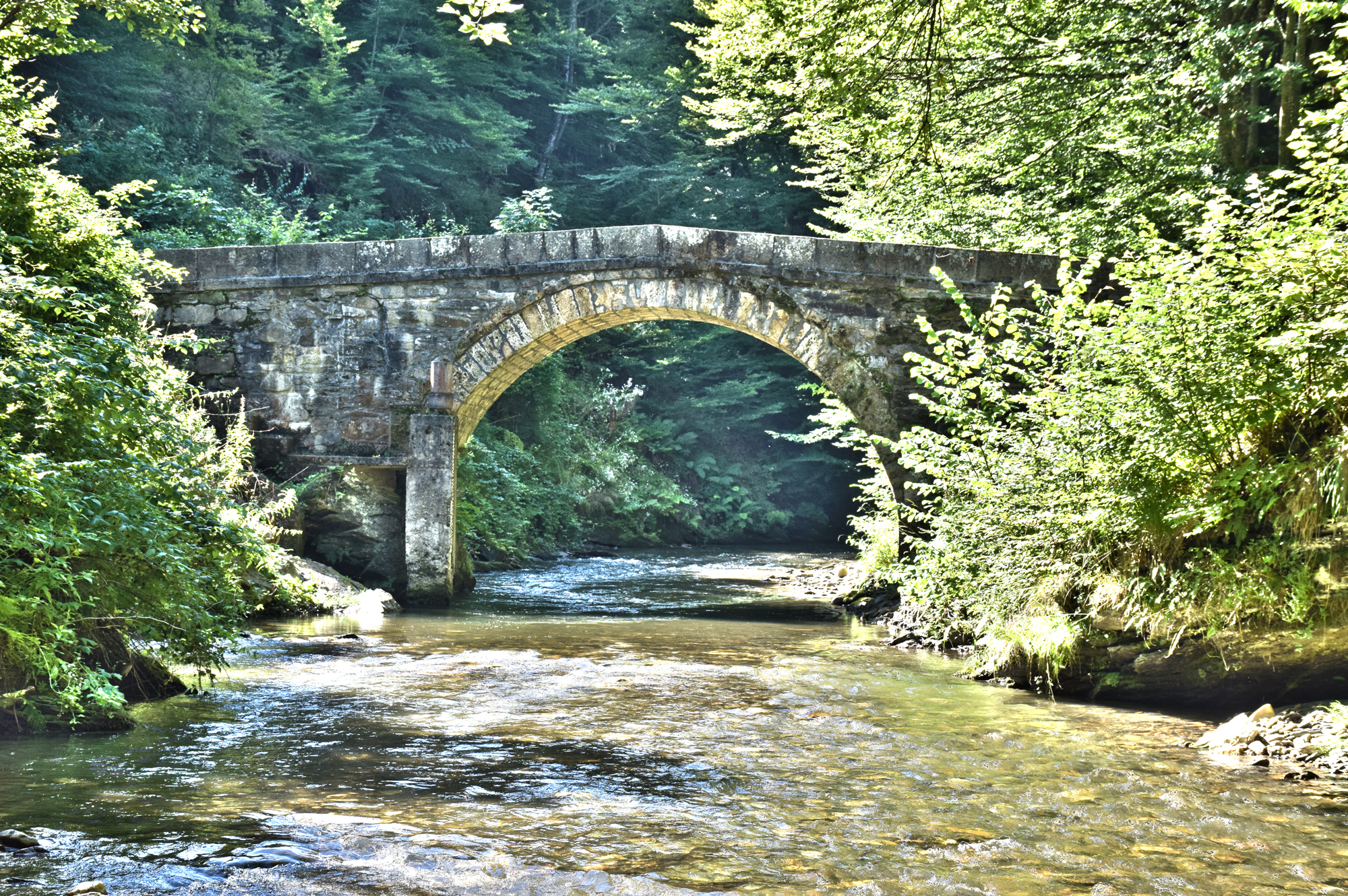
Римський міст на Моравиці
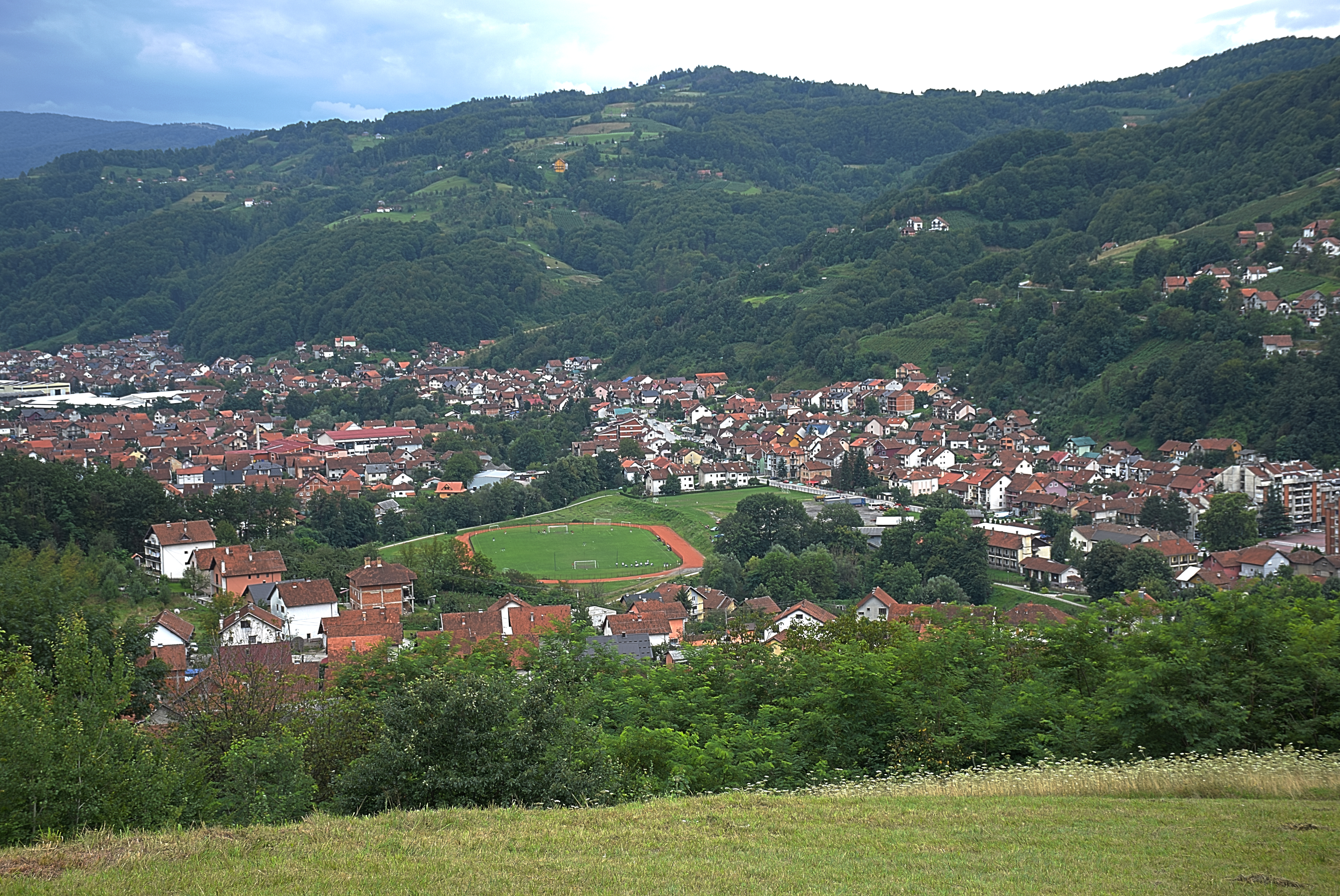
Вид на Іваніцю
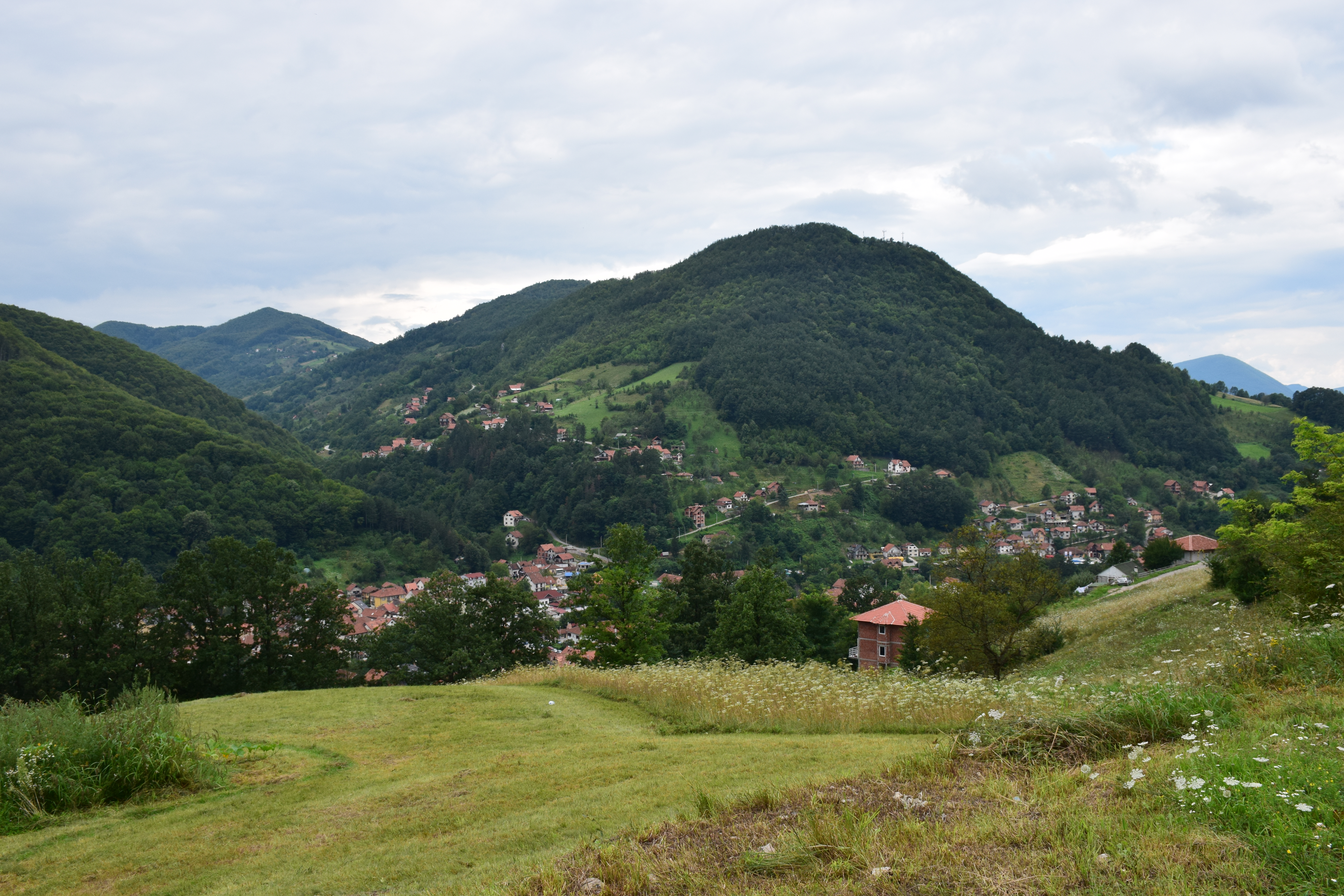
Пагорб над містом
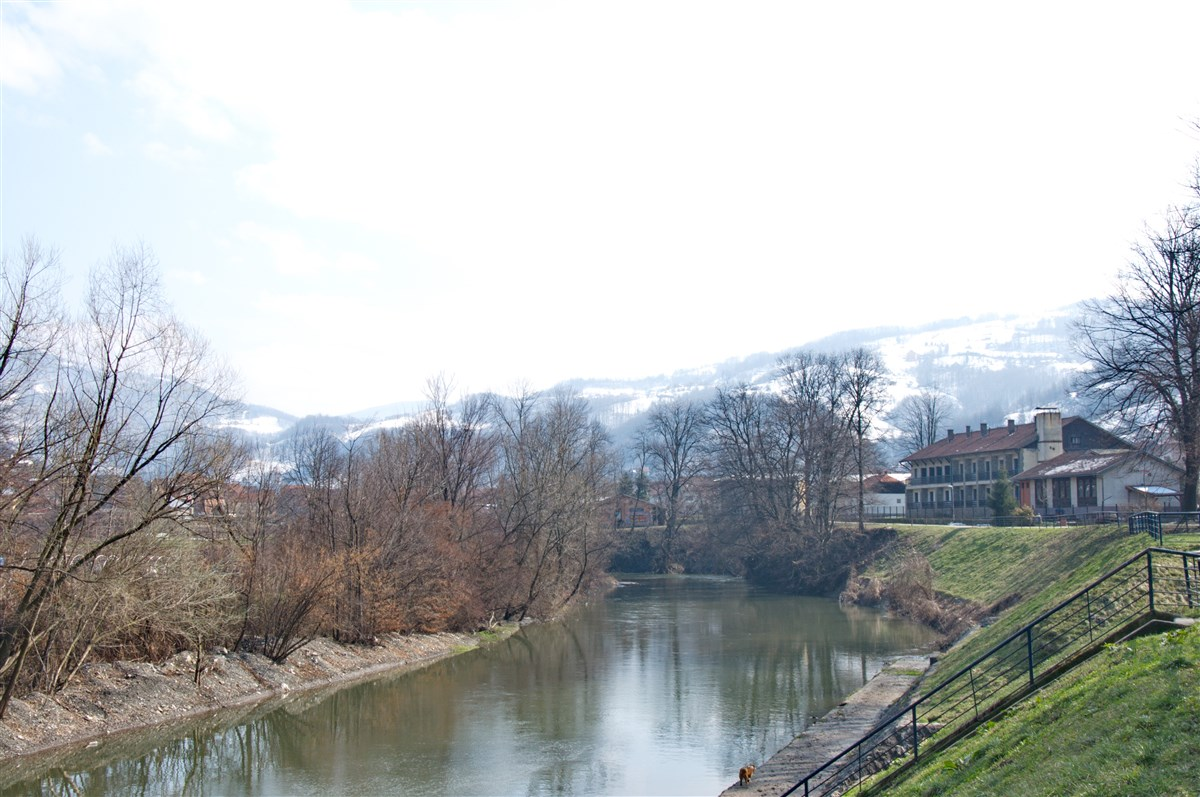
Міський парк взимку
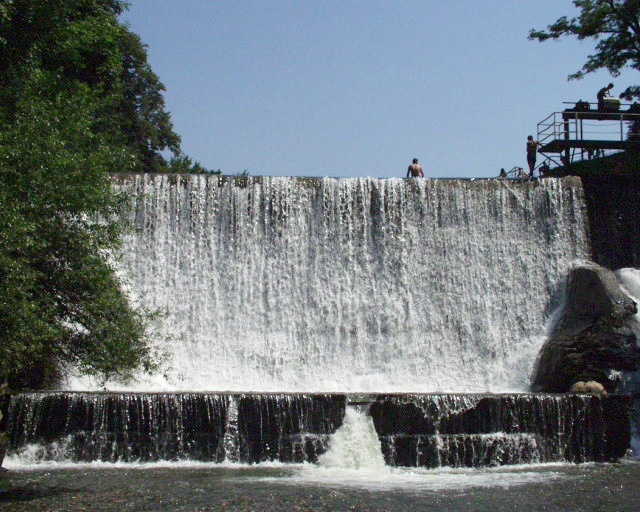
Старий вигляд водоспаду Моравица
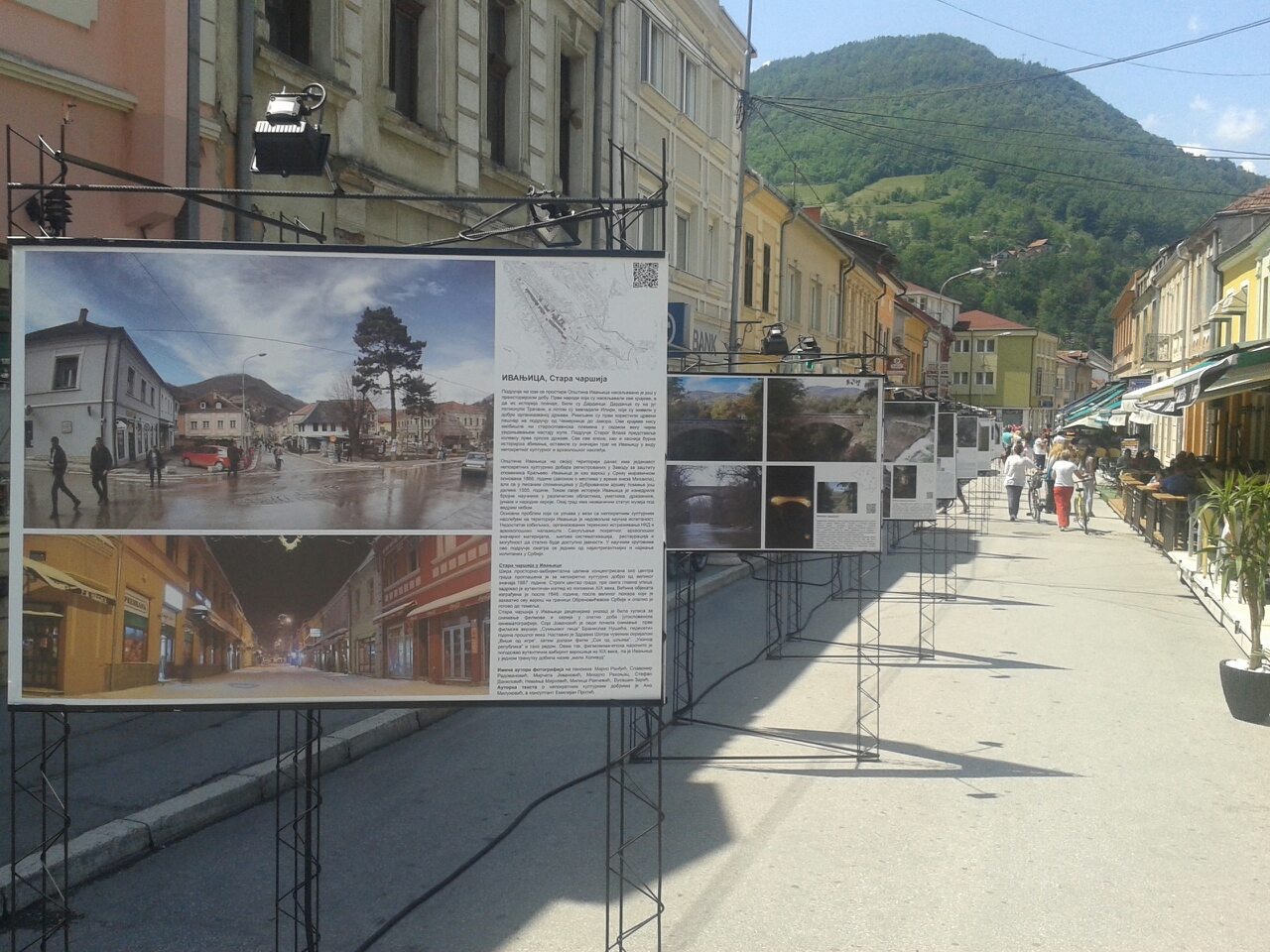
Центральна вулиця у випуску «Ніч музеїв».
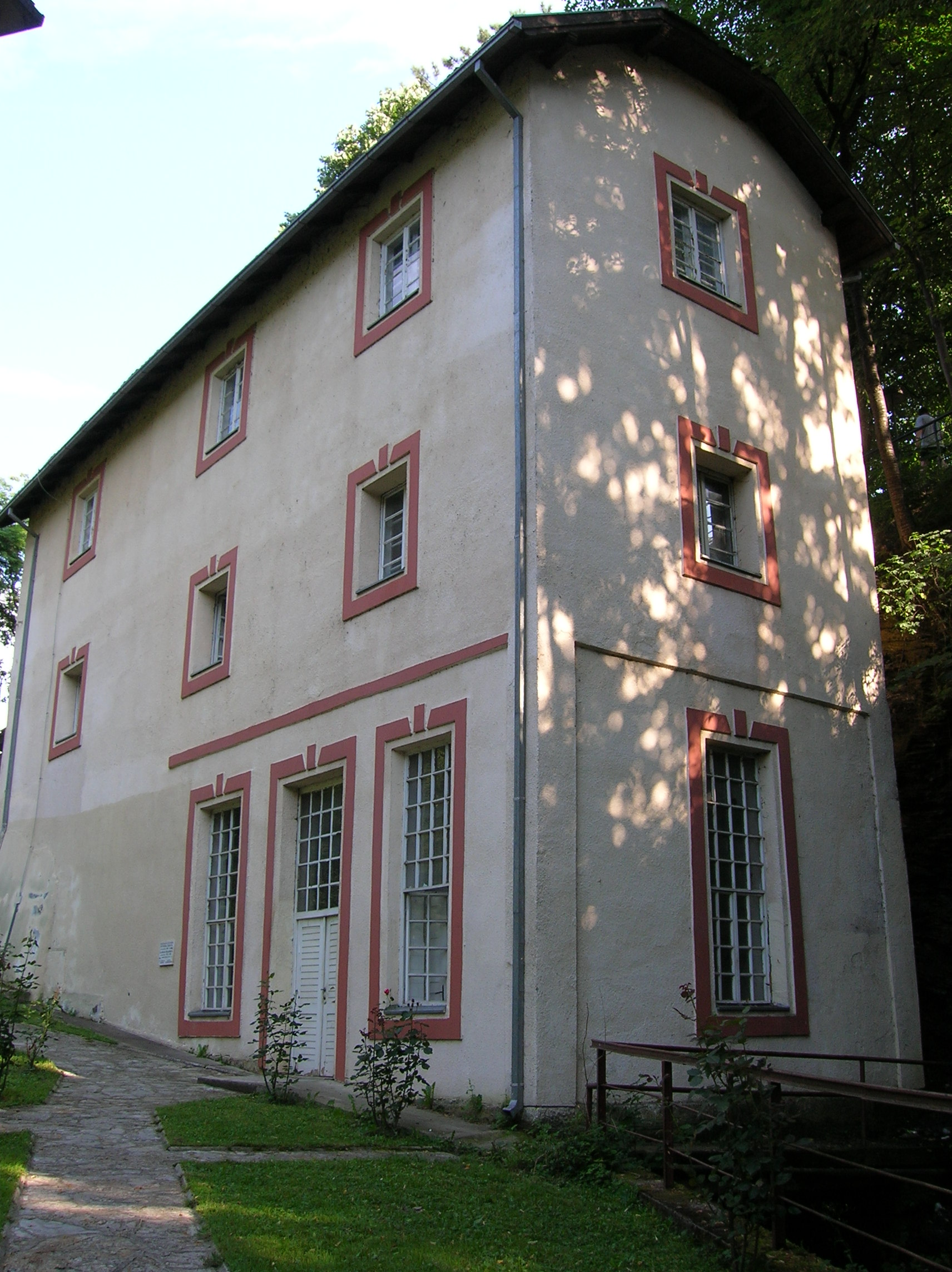
Стара гідроелектростанція
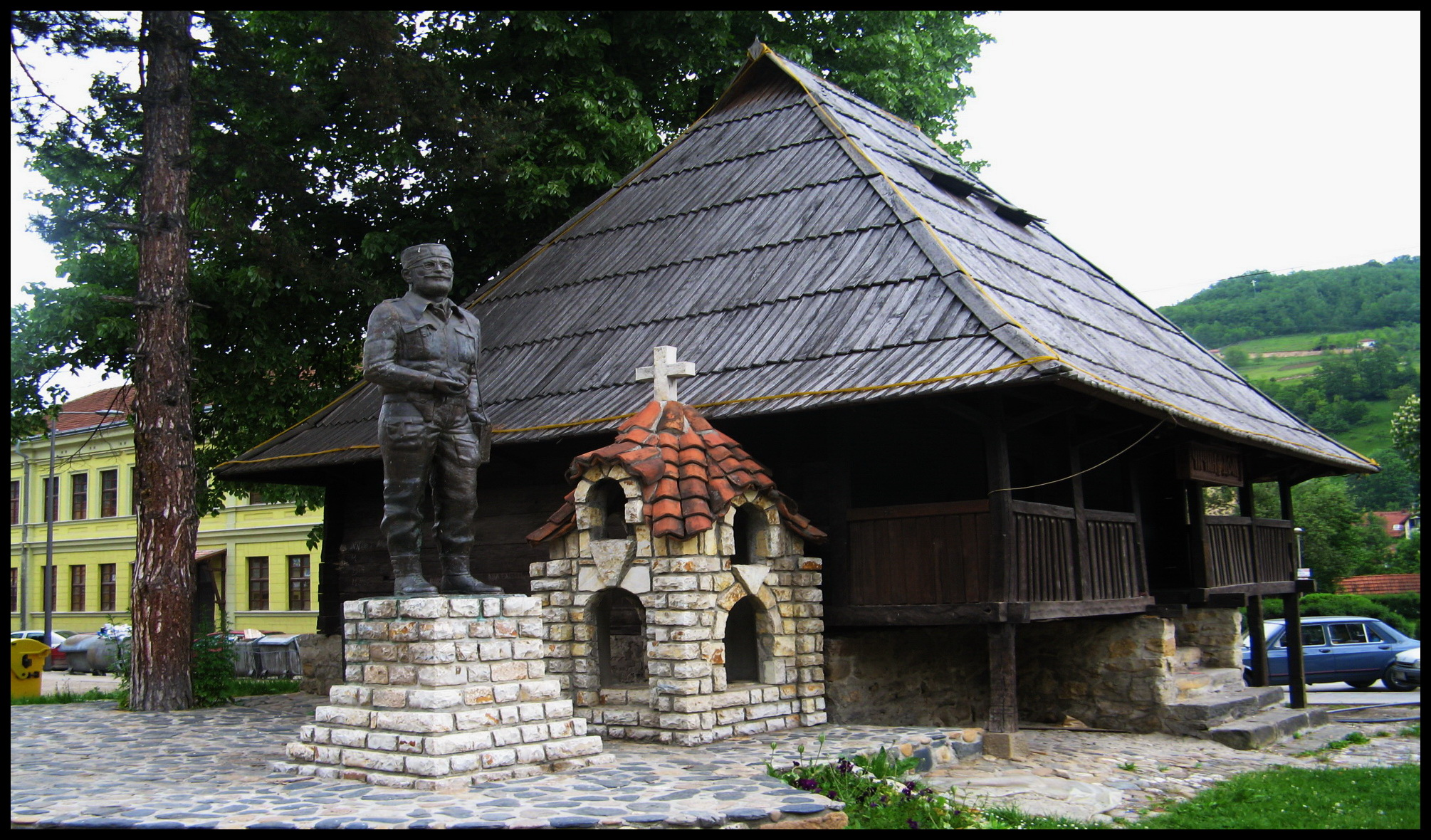
Будинок Дражи Михайловича
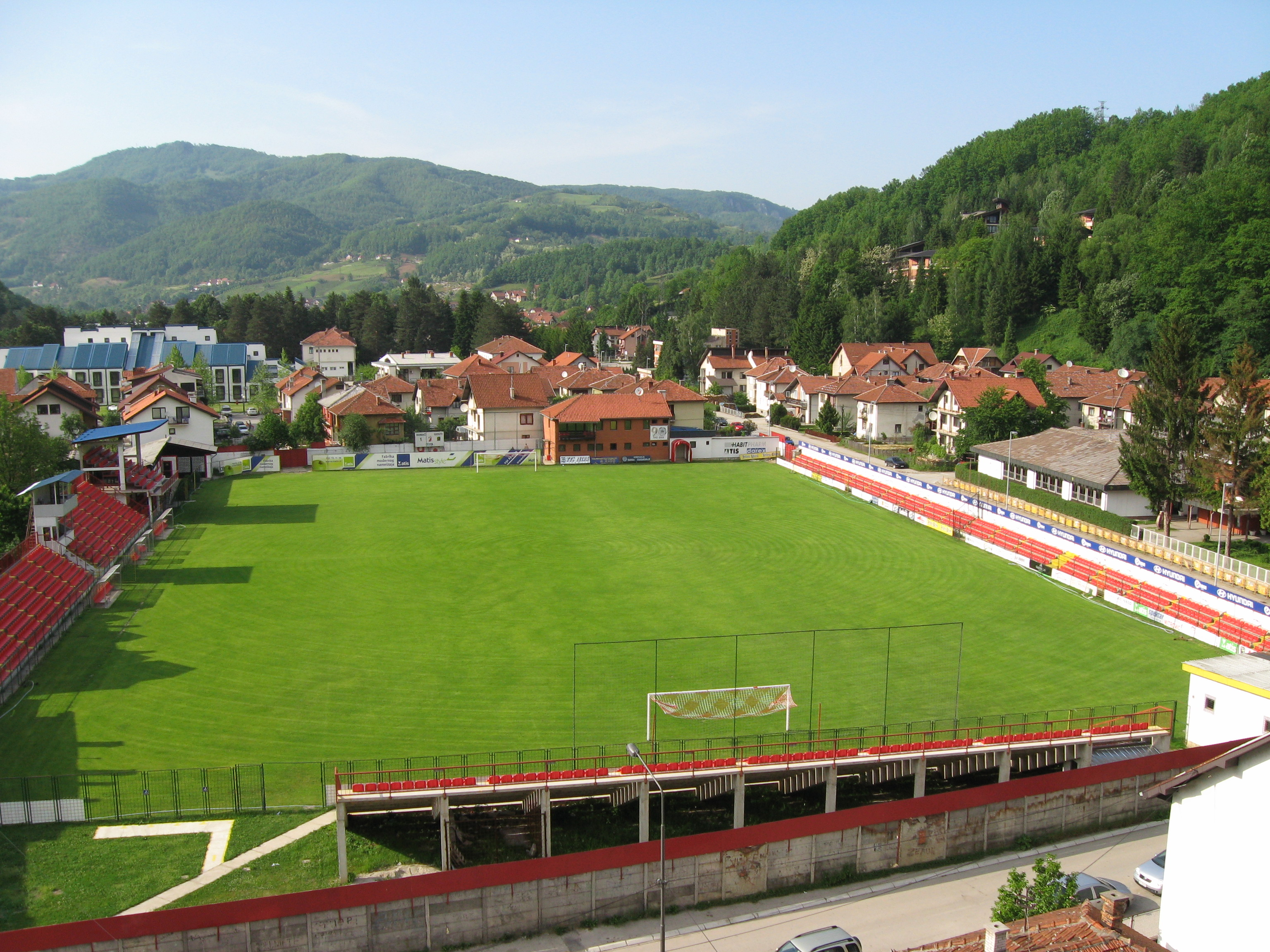
Стадіон Іваніця
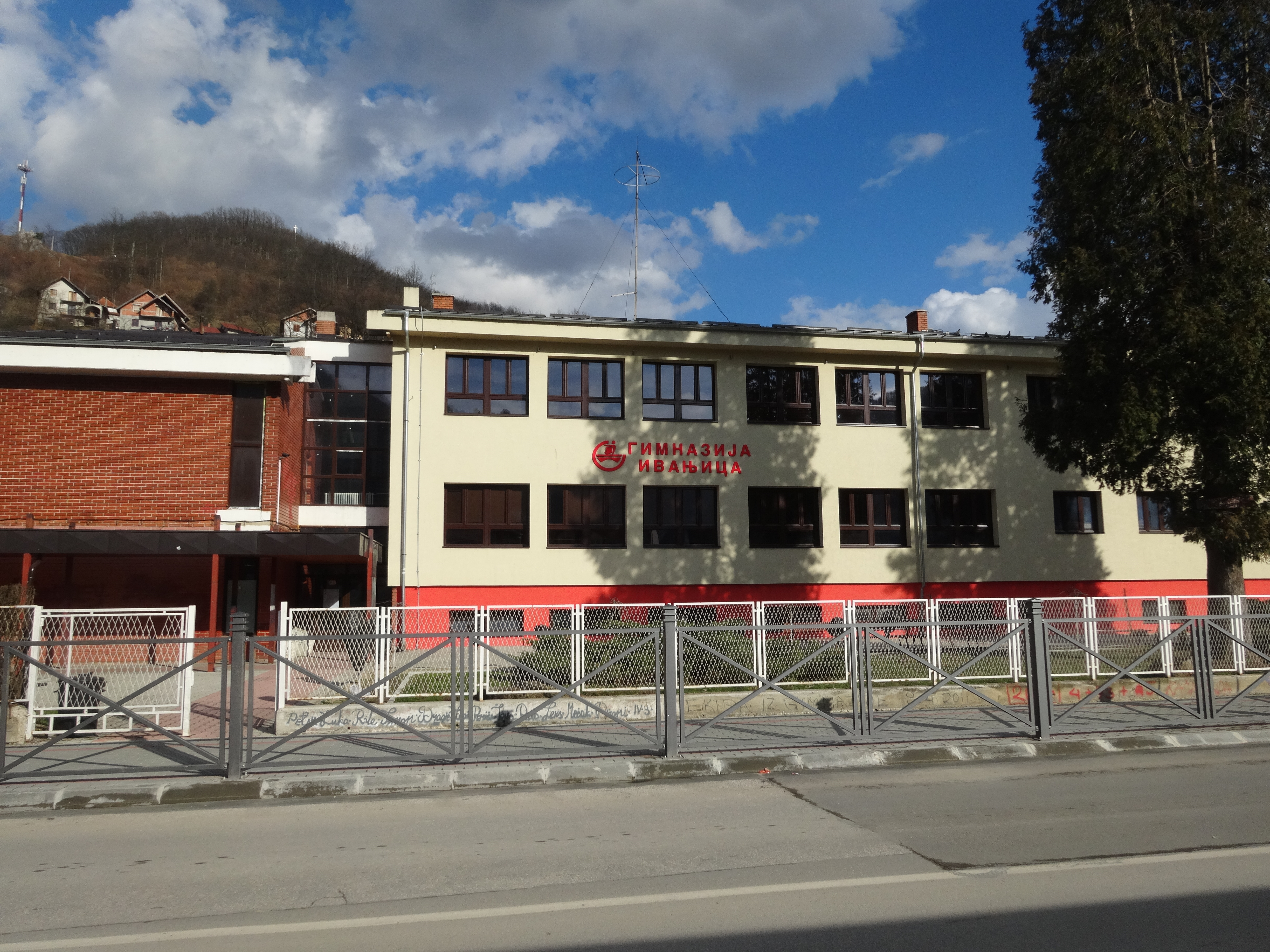
Іваніцька гімназія
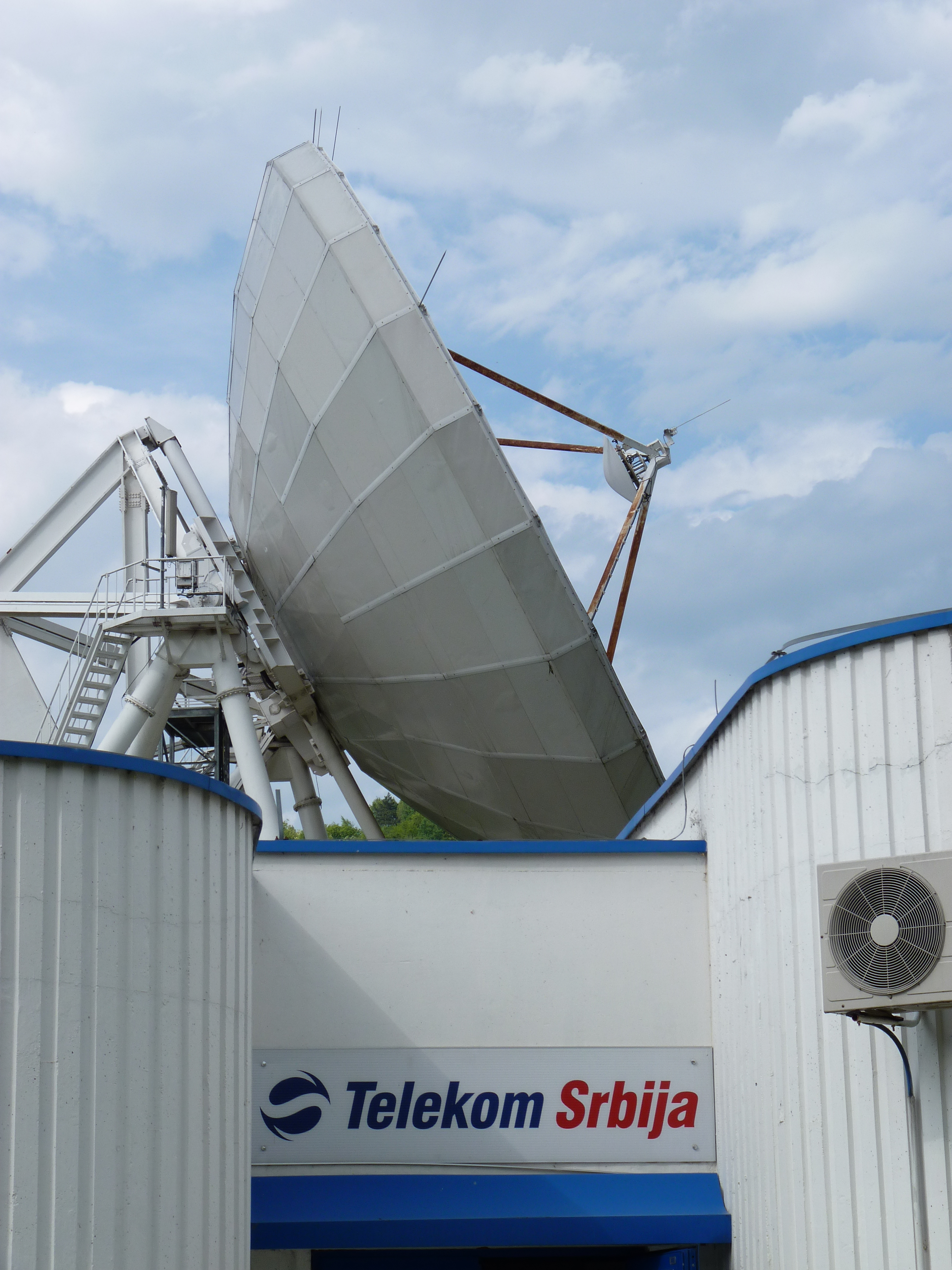
Національна наземна станція Іваніця
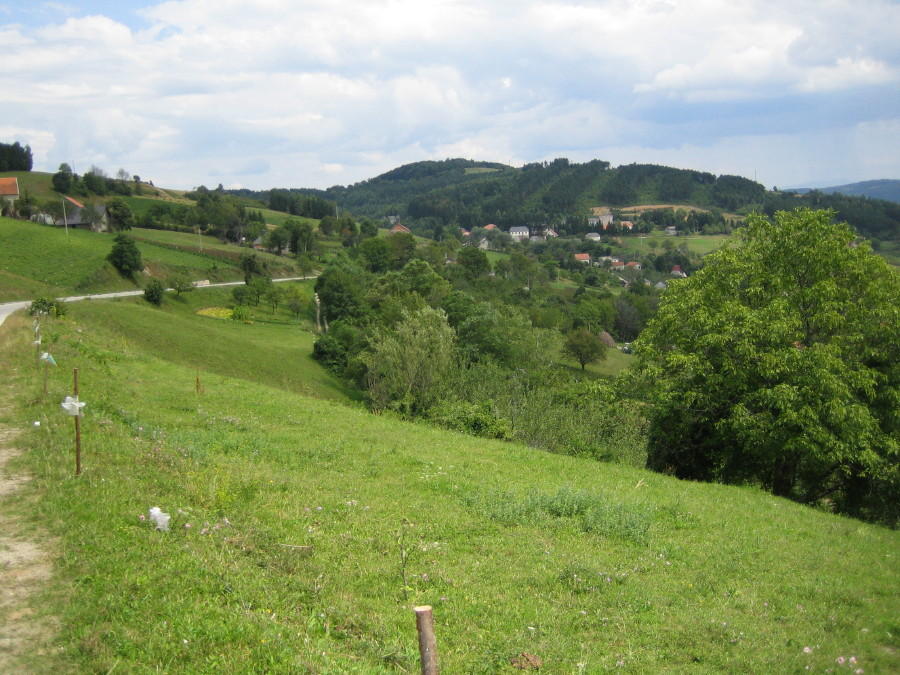
Село Катичі

## Відомі люди

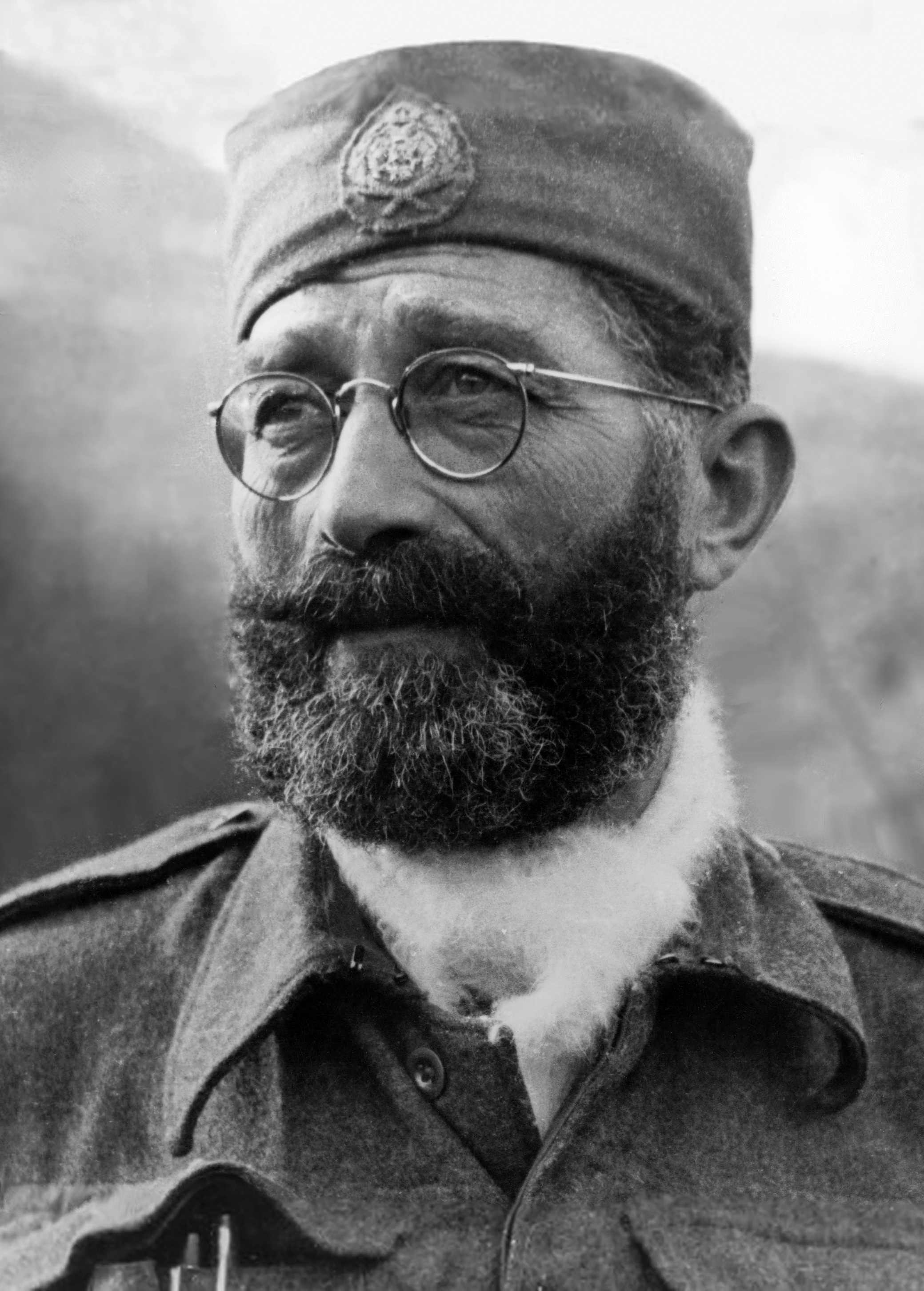
Драголюб «Дража» Михайлович, лідер руху четників, народився в Іваніці

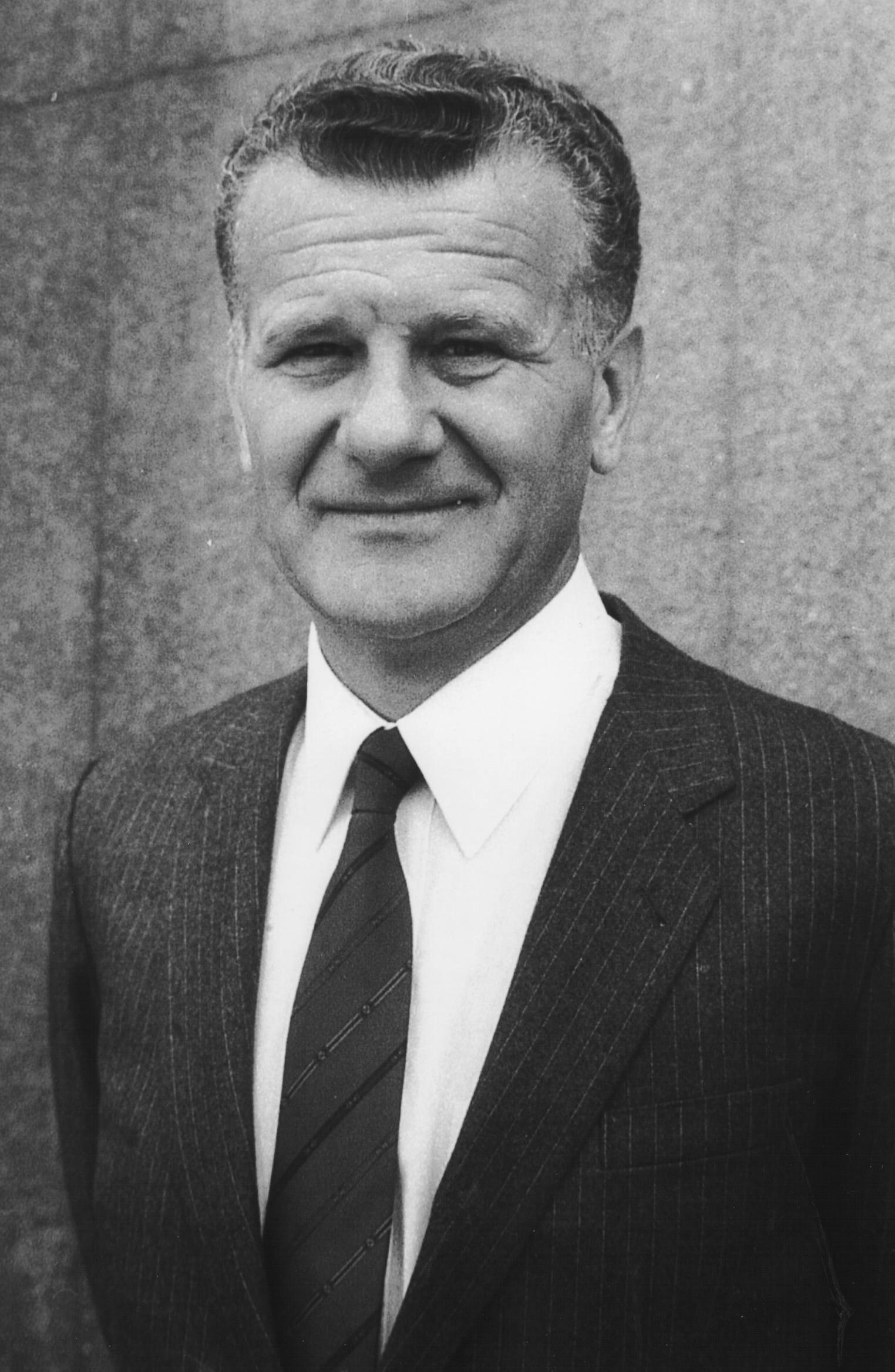
Іван Стамболич, президент Сербії з 1986 по 1987 рік і прем'єр-міністр Сербії з 1978 по 1982 рік

- Йоаникій Нешкович (1804—1873), єпископ
- Стеван Р. Попович (1834—1902), юрист, економіст, професор і державний діяч
- Светіслав Вулович (1847—1898), письменник
- Светозар Боторич (1857—1916), підприємець
- Дам'ян Попович (1857—1928), генерал
- Воїслав Новичич (1866—1917), пілот
- Кирило Савич (1870—1957), інженер
- Душан Пуріч (1873—1914), підполковник
- Неделько Кошанін (1874—1934), біолог
- Люба Чупа (1877—1913), партизан
- Браніслав Станоєвич (1893—1967), лікар
- Драголюб «Дража» Михайлович (1893—1946), лідер четницького руху
- Мілінко Кушич (1912—1943), військовик
- Петар Стамболич (1912—2007), політик
- Срболюб Кривокуча (1928—2002), футболіст
- Момчило Рістич (1929—2003), професор
- Томіслав Ладан (1932—2008), есеїст
- Неделько Парезович (нар. 1932), математик
- Чмілька Калушевич (1933—1989), баскетболістка та легкоатлетка
- Іван Стамболич (1936—2000), політик
- Радослав Секулич (1939—2014), бізнесмен
- Владица Ковачевич (1940—2016), футболіст
- Петар Кривокуча (нар. 1947), футболіст
- Сніжана Богосавлєвич Бошкович (нар. 1964), політик
- Джордже Мілосавлевич (нар. 1969), драматург
- Радован Чурчич (нар. 1972), футбольний тренер
- Мілован Мілович (нар. 1980), футболіст
- Ана Суботич (нар. 1983), легкоатлетка, бігунка на довгі дистанції
- Марко Самарджич (нар. 1989), волейболіст